# Rizlen Zouak
Rizlen Al-Zouak (ar. غزلان الزواق ;ur. 14 maja 1986 w Beaune) – marokańsko-francuska judoczka oraz zawodniczka MMA. Dwukrotna olimpijka w judo. Zajęła siedemnaste miejsce w Londynie 2012 i Rio de Janeiro 2016. Walczyła w wadze półśredniej. Uczestniczka mistrzostw świata w 2011, 2013, 2014, 2015. Startowała w Pucharze Świata w latach 2005–2009, 2011, 2012, 2014–2016. Mistrzyni Europy w drużynie w 2005. Zdobyła sześć medali na mistrzostwach Afryki w latach 2011 – 2016. Brązowa medalistka igrzysk śródziemnomorskich w 2013. Wygrała igrzyska panarabskie w 2011. Triumfatorka igrzysk frankofońskich w 2005 i 2009 roku.

## Judo

### Letnie Igrzyska Olimpijskie 2012
| Konkurencja | Eliminacje            | Klas. końcowa |
| Konkurencja | Przeciwnik I          | Miejsce       |
| ----------- | --------------------- | ------------- |
| 63 kg       | Hilde Drexler (AUT) P | 17.           |

### Letnie Igrzyska Olimpijskie 2016
| Konkurencja | Eliminacje                         | Klas. końcowa |
| Konkurencja | Przeciwnik I                       | Miejsce       |
| ----------- | ---------------------------------- | ------------- |
| 63 kg       | Cedewsürengijn Mönchdzajaa (MGL) P | 17.           |

## Lista zawodowych walk w MMA
| Wynik     | Bilans | Przeciwnik (bilans przed walką) | Rozstrzygnięcie                                | Runda | Czas | Gala                                 | Data       | Miejsce          | Uwagi                                                                     |
| --------- | ------ | ------------------------------- | ---------------------------------------------- | ----- | ---- | ------------------------------------ | ---------- | ---------------- | ------------------------------------------------------------------------- |
| Wygrana   | 8-5    | Gisele Moreira (12-5)           | Decyzja (jednogłośna)                          | 5     | 5:00 | Ares FC 18                           | 15.12.2023 | Levallois-Perret | Zdobyła pas mistrzyni Ares FC w wadze koguciej                            |
| Wygrana   | 7-5    | Iony Razafiarison (7-3)         | Decyzja (jednogłośna)                          | 3     | 5:00 | Ares FC 9: Lapilus vs. Ayoub 2       | 03.11.2022 | Paryż            |                                                                           |
| Przegrana | 6-5    | Melissa Dixon (3-0)             | Decyzja (jednogłośna)                          | 3     | 5:00 | Ares FC 7: Abdoul vs. Amoussou       | 25.06.2022 | Paryż            | Walka w wadze piórkowej kobiet                                            |
| Wygrana   | 6-4    | Flordinice Muniz (3-0)          | Decyzja (jednogłośna)                          | 3     | 5:00 | Ares FC 4: Kruschewsky vs. Lapilus   | 10.03.2022 | Paryż            |                                                                           |
| Przegrana | 5-4    | Gisele Moreira (10-5)           | TKO (kopnięcie na wątrobę i ciosy pięściami)   | 2     | 2:57 | Ares FC 2: Lapilus vs. Reis          | 11.12.2021 | Paryż            |                                                                           |
| Wygrana   | 5-3    | Jenny Gotti (4-3)               | Decyzja (jednogłośna)                          | 3     | 5:00 | Mixed Martial Arts Grand Prix 4      | 14.10.2021 | Paryż            | Walka w wadze muszej kobiet                                               |
| Przegrana | 4-3    | Marta Waliczek (4-3)            | Decyzja (jednogłośna)                          | 3     | 5:00 | Oktagon 25: Buday vs. Minda          | 19.06.2021 | Brno             |                                                                           |
| Wygrana   | 4-2    | Senna van der Veerdonk (2-0)    | Decyzja (jednogłośna)                          | 3     | 5:00 | FFA Challenge 1                      | 10.04.2021 | Paryż            | Main Event                                                                |
| Przegrana | 3-2    | Lucia Szabová (3-0)             | Poddanie (dźwignia na staw łokciowy - balacha) | 2     | 1:25 | Oktagon 21: Paradeiser vs. Buchinger | 30.01.2021 | Brno             |                                                                           |
| Przegrana | 3-1    | Amanda Lino (3-1)               | TKO (ciosy pięściami)                          | 3     | 3:11 | EFC Worldwide 70                     | 26.05.2017 | Durban           | Walka o pas mistrzowski EFC Worldwide w wadze koguciej kobiet. Main Event |
| Wygrana   | 3-0    | Jaqauline Trosee (2-2)          | TKO (ciosy pięściami)                          | 1     | 0:27 | EFC Worldwide 66                     | 16.12.2017 | Pretoria         | Przejście do wagi koguciej kobiet                                         |
| Wygrana   | 2-0    | Bunmi Ojewole (0-0)             | TKO (ciosy pięściami)                          | 2     | 3:46 | EFC Worldwide 62                     | 19.08.2017 | Johannesburg     | Walka w umownym limicie -63 kg                                            |
| Wygrana   | 1-0    | Leah McCourt (0-0)              | TKO (ciosy pięściami)                          | 2     | 3:46 | Cage Warriors 85                     | 24.06.2017 | Bournemouth      | Debiut w wadze piórkowej                                                  |